# ドゥアルテ1世 (ポルトガル王)
ドゥアルテ1世（Duarte I, 1391年10月31日 - 1438年9月9日）は、ポルトガル王（在位：1433年 - 1438年）。ジョアン1世とランカスター公ジョン・オブ・ゴーントの娘フィリパの息子。雄弁王（o Eloquente）と呼ばれる。なお、弟であるエンリケ航海王子を描いたとされる肖像画は、実はドゥアルテ1世を描いたものであるという説が近年出ている。
1428年にアラゴン王フェルナンド1世の娘レオノールと結婚した。2人は9子をもうけたが、成人したのは5人である。
- アフォンソ5世（1432年 - 1481年）
- フェルナンド（1433年 - 1470年）　ヴィゼウ公。マヌエル1世の父
- レオノール（1434年 - 1467年）　神聖ローマ皇帝フリードリヒ3世の皇后。皇帝マクシミリアン1世の母。
- カタリーナ（1436年 - 1463年）　尼僧
- ジョアナ（1439年 - 1475年）　カスティーリャ王エンリケ4世の2度目の妃。

1437年に行われたタンジール遠征で、アラブ軍に弟フェルナンドが人質となったが、「セウタ返還がかなえば王子を釈放する」というアラブ側の要請にコルテス（議会）が難を示し、交渉は難航した。王子の救出に有効な措置がとれないことで精神的に追いつめられた王は、当時流行していたペストに罹患して死去した。